# Edicte de Villers-Cotterêts

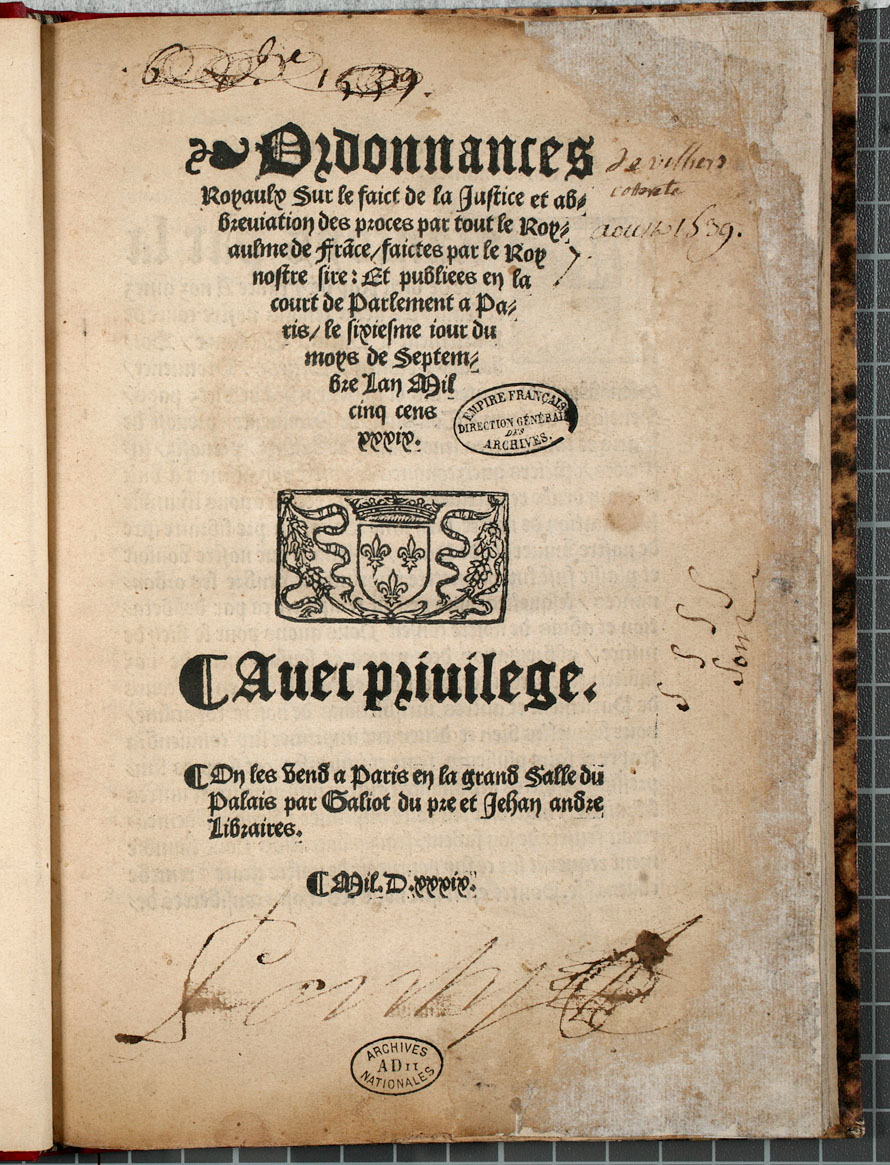
Edicte de Villers-Cotterêts

L'Ordenança (o, impròpiament, l'edicte) de Villers-Cotterêts fou un edicte dictat en aquesta vila vora Soissons, a l'actual Departament d'Aisne (Picardia), el 15 d'agost del 1539 pel rei Francesc I de França i en la qual, per tal d'evitar males interpretacions, es prohibia l'ús en els escrits judicials i a l'administració de qualsevol llengua que no fos el vulgare françois. Inicialment, anava dirigit contra el llatí, però a la llarga suposà la fi com a llengua oficial tant de l'occità com del bretó. I a mesura que anaren incorporant-se a la corona francesa territoris amb llengües pròpies, suposà el mateix per al català, el basc, l'alsacià i el cors, ja que des d'aleshores tota la documentació oficial redactada a França es feia en llengua francesa, alhora que s'imposava el francès a tots els actes públics.
Aquest fou l'acte més important de regularització de l'administració i la justícia abans de la Revolució Francesa, i suposà a la llarga la decadència de les llengües escrites no franceses, tot i que la imposició del francès a l'escola no arribà fins a la generalització de l'ensenyament obligatori, al segle xix.